# 奇ノ駒たんご
奇ノ駒 たんご（きのこま たんご）は、日本のバーチャルYouTuber。日本きのこマイスター協会公認キャラクター。

## 概要
2023年4月25日にYouTubeに動画を初投稿。
2023年4月21日に配信デビュー。
誕生日は8月11日。
頭にキノコが生えている(本人を正面からみて左に1個、右に2個)生えている事が特徴で、キノコの事が大好き。きのこに関する知識は図鑑的な知識を始め生態・文化・料理までとても幅広い。
ほそぼそとした喋り方が特徴。一人称は「僕」で、性別は本人曰く「身体からキノコが生えているからおとこのこ」とのこと。
配信は主に雑談・ゲーム配信がメイン。ゲーム配信では、「マリオ」や「きのこぬん」などキノコに関するものをプレイしている。雑談配信では、毎週金曜日に「菌曜日雑談」と題して、キノコに関する話やリスナーからのマシュマロに回答したりなどしている。
ファンネームは「たんごリアン」。
2023年10月15日に日本きのこマイスター協会公認キャラクターに就任。
2024年7月12日に『スペシャルきのこマイスター』に認定されたことを発表した。。なお認定者一覧には大人の事情によりリストには掲載されていない。

## 略歴
2022年
- 12月26日、X（旧Twitter）に初投稿[8]。

- 12月18日、YouTubeに動画（short）を初投稿[9]。（現在は非公開）

2023年
- 1月27日、菌（金）曜日スペースを開始[10]。この頃から毎週金曜日の20時頃に「菌曜日スペース」と題して、スペースを行うようになる。

- 2月25日、YouTubeに動画を初投稿[11]。

- 4月21日、YouTubeで生配信を開始[12][13]。

- 7月8日、YouTubeのメンバーシップを開始[14][15]。

- 10月15日、日本きのこマイスター協会公認キャラクターに就任。

2024年
- 6月24日、日本きのこマイスター協会主催『スペシャルきのこマイスター認定講座』を受講し、修了試験に合格、『スペシャルきのこマイスター』として認定された[5][6]。

- 9月14日、YouTubeのチャンネル登録者が1万人を達成。

## 出演

### インターネット配信
- ガリベンガーV特別ゼミ「宇推くりあ・奇ノ駒たんごと学ぶお米」（2023年12月7日、YouTube、テレ朝動画）[16]

### イベント
- ときフェス！VOL.4〜ときめきVR大集合フェスティバル〜（2023年5月27日 - 6月4日、配信イベント）
- ときパレ！VOL.2〜VTuberときめきパレード〜（2023年10月28日 - 11月5日、配信イベント）
- VTuber オフライン event in JAPANNEXT BANQUET（2024年7月28日、JAPANNEXT BANQUET）